# ميلوميكس
الميلوميكس (أو علم الجينوم للألحان) عبارة عن تكنولوجيا مستوحاة من الحياة تُستخدم في تصوير اللحن (موسيقى) (ومن ثم كان الاسم، حيث أنها تندرج تحت مجالات الدراسة الناشئة التي يحتوي اسمها على اللاحقة أوميكس. وتعتبر الملوميكس منهجًا تجاه الموسيقى التطورية. بمعنى آخر، الحصول على المقطوعات الموسيقية عن طريق التطور المتصنع. تتنافس هذه الألحان لتعطي وصفًا مناسبًا للوظيفة التي ترتكز بشكلٍ عام على المعيار الرسمي والجمالي. تعمل الميلوميكس على ترميز كل لحن في جينوم خاص به، وتخضع المقطوعات الموسيقية بأكملها لما يسمى علم الأحياء النمائي التطوري (بمعنى آخر، تتكون مقطوعات الموسيقى تلو عملية تطور جنينية).
ميلوميكس109 وإياموس عبارة عن سلاسل كمبيوتر موجودة في جامعة مالقة حيث تُطوّر الألحان الموسيقية تطورًا متصنّعًا. ويتم تخزين نتائج هذه الحسابات التطورية في موقع ميلوميكس، الذي يعتبر حاليًا مستودعًا هائلاً للمحتوى الموسيقي. من السمات المميزة أن كل المقطوعات متاحةٌ بثلاثة أنواعٍ من الصيّغ: الصوتية القابلة للتشغيل (إم بي 3)، والقابلة للتعديل على هيئة (الآلات الموسيقية الرقمية) (MIDI) و(موسيقى لغة الرقم القابلة للامتداد)، والقابلة للقراءة على هيئة (نسق المستندات المنقولة) (PDF). كان هناك جدال أن الميلوميكس - بما تقدمه من ملفات موسيقية مجانية وأصليّة وقابلة للتعديل ويسهل الوصول إليها - يمكن أن تُغيّر طرق تأليف واستخدام الموسيقى في المستقبل.

## وصلات خارجية
- Melomics Homepage
- Melomics page at The University of Malaga (Spain)